# 2004 في ألمانيا
أحداث عام 2004م في ألمانيا  

## مناصب
- رئيس ألمانيا، يوهانس راو (حتى 30 يونيو)، هورست كولر (ابتداءاً من 1 يوليو)
- مستشار الاتحاد الألماني، غيرهارد شرودر

## أحداث
- 9 يونيو: تفجيرات كولونيا 2004
- 2 أغسطس: احتجاجات ضد إصلاحات هارتز الرابع
- 21 أغسطس: برلين تحكم على الموارد المائية واعتمدت من قبل جمعية القانون الدولي

## انتخابات
- الانتخابات الرئاسية الألمانية، 2004
- انتخابات البرلمان الأوروبي، 2004 (ألمانيا)
- انتخابات ولاية براندنبورغ، 2004
- انتخابات ولاية هامبورغ، 2004
- انتخابات ولاية سارلاند، 2004
- انتخابات ولاية ساكسونيا، 2004
- انتخابات ولاية تورينغن، 2004

## رياضة
- 2003–04 الدوري الألماني لكرة القدم 2003–04
- 2003–04 2. الدوري الألماني
- 2003–04 موسم هوكي الجليد للدوري الألماني
- 2004 بي إم دبليو المفتوحة
- جائزة ألمانيا الكبرى 2004
- 2004 الجائزة الأوروبية الكبرى
- جائزة ألمانيا الكبرى للدراجات النارية 2004

## وفايات
- 17 أكتوبر - أندرياس ساسين.